# Tauves
Tauves – miejscowość i gmina we Francji, w regionie Owernia-Rodan-Alpy, w departamencie Puy-de-Dôme.
Według danych na rok 1990 gminę zamieszkiwało 940 osób, a gęstość zaludnienia wynosiła 28 osób/km² (wśród 1310 gmin Owernii Tauves plasuje się na 242. miejscu pod względem liczby ludności, natomiast pod względem powierzchni na miejscu 159.).